# أما
أما هي بلدية في اليابان، وبلدة في اليابان، تقع في منطقة أوكي، شيمانه، بلغ عدد سكانها 2,272 نسمة وذلك حسب إحصائيات سنة 2018، تبلغ مساحتها 33.43 كيلومتر مربع.